# Кобзарська Трійця
Фестиваль «Кобза́рська Трі́йця» — перший щорічний фестиваль традиційного кобзарства в Україні, започаткований Київським кобзарським цехом.
Фестиваль проводиться щороку на Трійцю, адже саме цей день був традиційним днем початку сезона кобзарювання (в південних областях України сезон починався на Паску). В цей день, за переказами, кобзарі й лірники збиралися біля Лаври й настроювали свої інструменти під церковні дзвони (замість камертону). На Трійцю також освячувалися нові інструменти, а молоді кобзарі проходили «одклінщину» (традиційний обряд, після проходження котрого молодий кобзар мав право йти на свій хліб), а трохи старші — «визвілку» (обряд, після котрого кобзар мав право мати вже своїх власних учнів), та починали самостійне кобзарське життя.

## Перший фестиваль
Вперше Фестиваль проходив в червні 2008 року в Києві, в приміщенні Українського центру народної культури «Музей Івана Гончара». Ініціатором виступив Київський кобзарський цех. На фестивалі проводились виставка кобзарських інструментів та фотографій, майстер-клас та виступи кобзарів. Відкривав фестиваль панмайстер Київського кобзарського цеху Микола Товкайло. Ведучим першого фестивалю був український кобзар і бард Едуард Драч. В програмі фестивалю відбувся прем'єрний показ фільму Ганни Яровенко «Фієста» про бандуриста, народного майстра і педагога Михайла Коваля жителя села Великий Хутір Драбівського району Черкаської області,.

## Учасники

### Гурти
- Ансамбль давньої музики Костянтина Чечені,
- Хорея Козацька,
- Ансамбль «Буття»,

### Співаки та виконавці
Панотець Київського кобзарського цеху Микола Товкайло, народна артистка, Герой України Ніна Матвієнко, лірник і, водночас, кінорежисер Олесь Санін, заслужені артисти України Тарас Компаніченко і Тарас Силенко, доктор наук, професор, панмайстер Львівського лірницького цеху Михайло Хай, історик кобзарства, панмайстер Харківського кобзарського цеху Кость Черемський, автор першого самовчителя гри на старосвітських інструментах Володимир Кушпет, лірник і художник Вадим Шевчук, майстри народних інструментів Павло Зубченко, Руслан Козленко, Юрій Фединський, кобзар Ярослав Крисько та інші.

## Програма фестивалю
- Прес-конференція
- Освячення кобзарських інструментів
- Наукова конференція
- Виставка народних інструментів, наукових матеріалів, присвячених кобзарській традиції
- Кобзарювання
- Майстеркласи з виготовлення та гри на кобзарських інструментах

Наприкінці фестивалю зазвичай відбуваються танці під троїсту музику.

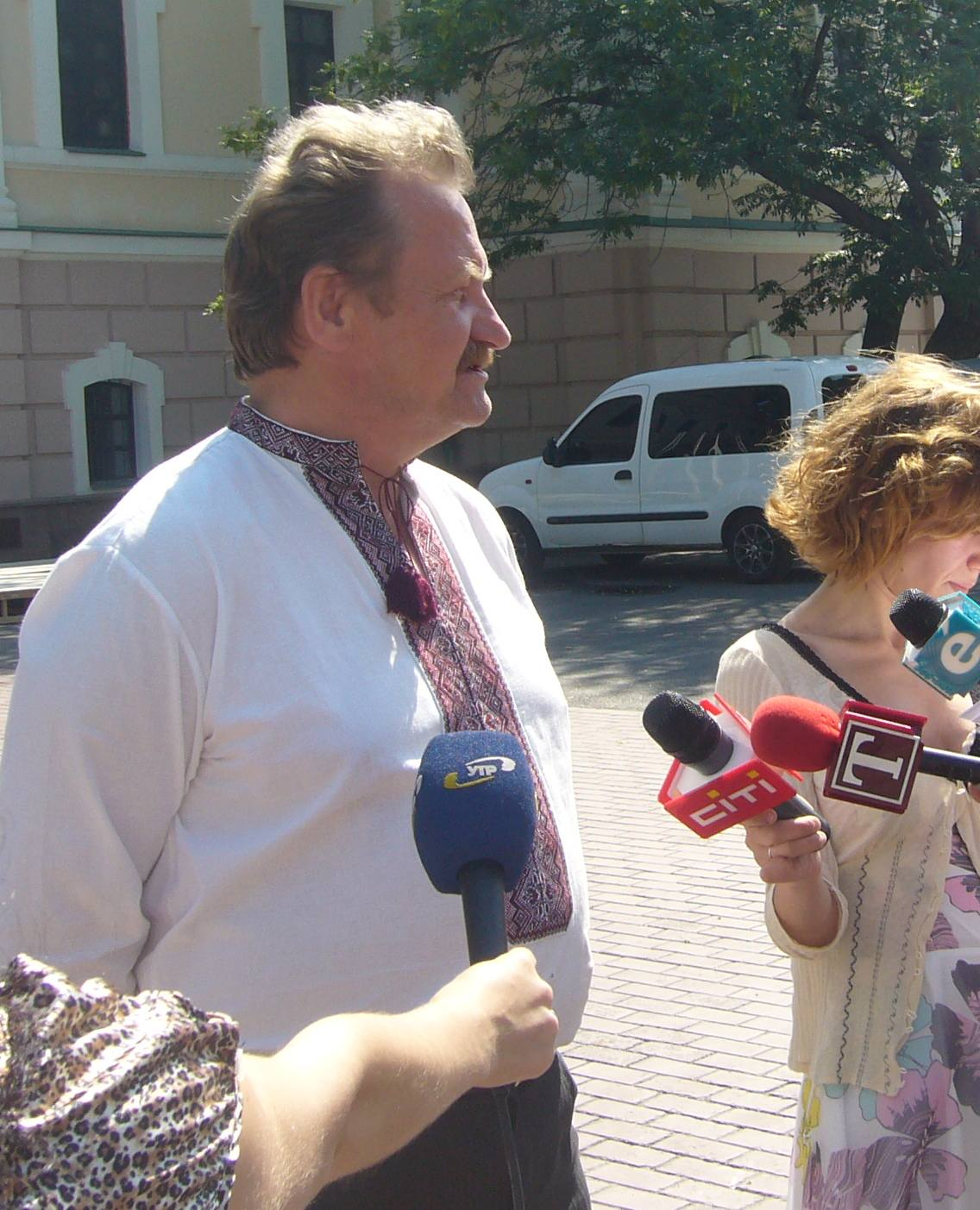
М.Т. Товкайло відкриває фестиваль "Кобзарська Трійця" 2008 р.
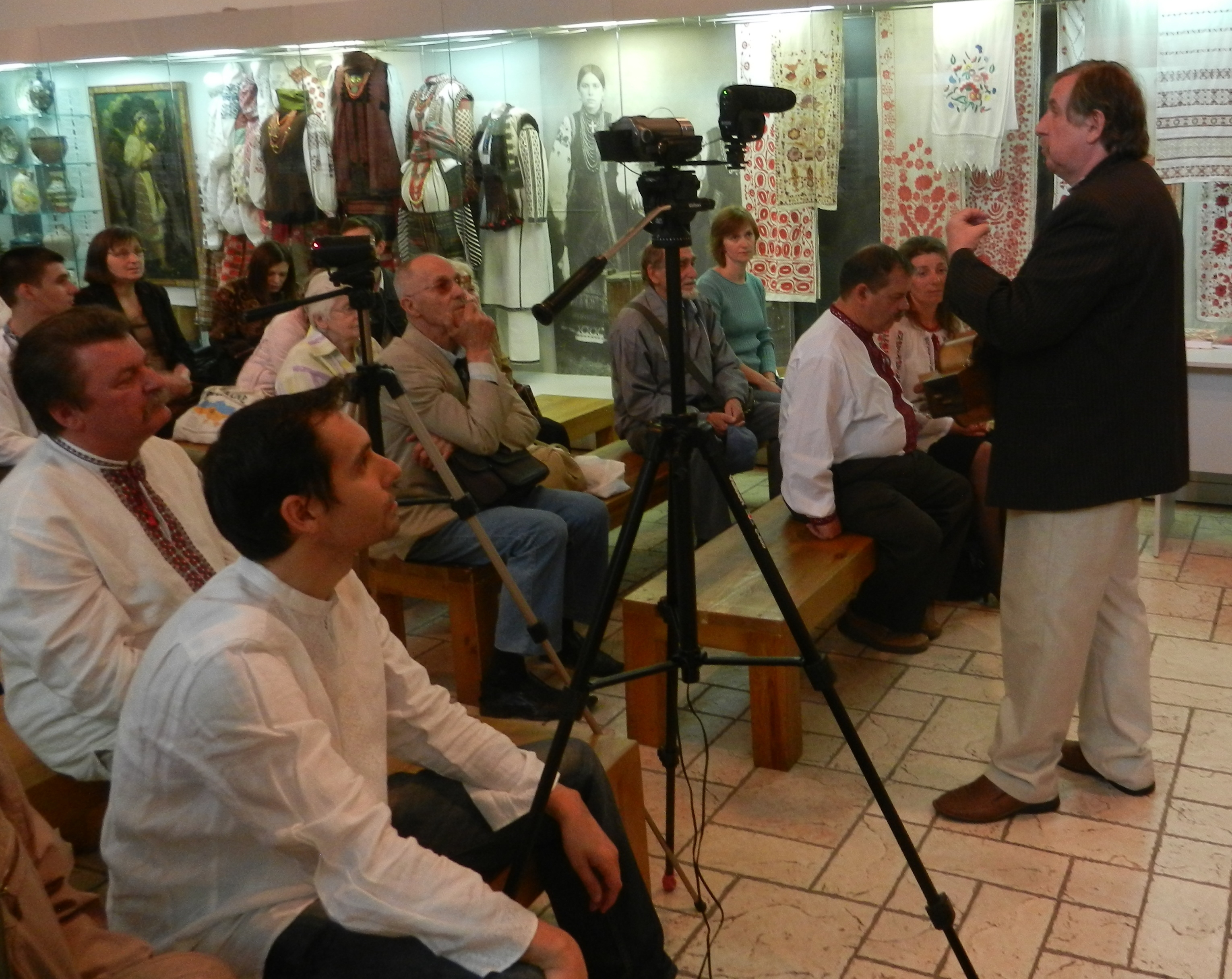
Михайло Хай веде наукову конференцію на фестивалі "Кобзарська Трійця-2012"
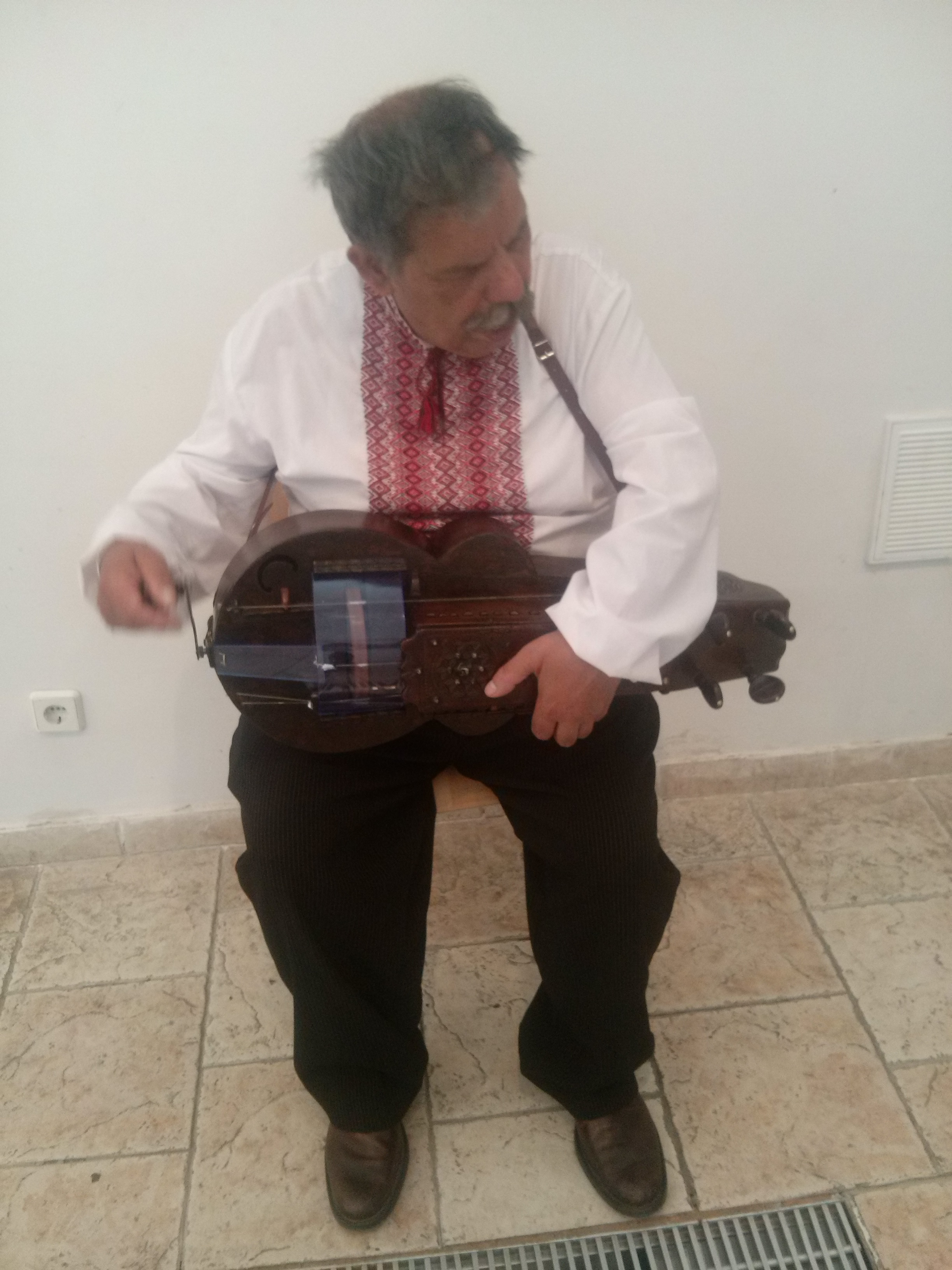
Незрячий лірник Лайош Молнар (Львів) грає на старовинній німецькій лірі XVII ст., яку реконструйовав відомий німецький майстер народних інструментів Курт Райхманн, почесний гість фестивалю 2017 року.